# Stylurus townesi
Stylurus townesi är en trollsländeart som beskrevs av Howard Kay Gloyd 1936. Stylurus townesi ingår i släktet Stylurus och familjen flodtrollsländor. IUCN kategoriserar arten globalt som sårbar. Inga underarter finns listade i Catalogue of Life.